# Baoshan, Shuangyashan
Baoshan är ett stadsdistrikt i Shuangyashan i Heilongjiang-provinsen i nordöstra Kina. Det ligger omkring 380 kilometer öster om provinshuvudstaden Harbin. 